# Keith Murray (baron Murray de Newhaven)
Pour les articles homonymes, voir Keith Murray.
Keith Anderson Hope Murray, baron Murray de Newhaven, (28 juillet 1903 – 10 octobre 1993) est un universitaire britannique et principal du Lincoln College d'Oxford.

## Jeunesse
Keith Murray est le fils de Charles Murray (Lord Murray) (en), sénateur du Collège de justice, et de son épouse Annie Florence Nicolson.
Formé à l'Académie d'Édimbourg et à l'université d'Édimbourg où il obtient un baccalauréat en agriculture, Murray travaille au ministère de l'Agriculture de 1925 à 1926. Il reçoit ensuite une bourse du Fonds du Commonwealth et passe trois ans à l'université Cornell où il obtient un doctorat en 1929. Il poursuit des études postdoctorales à l'Oriel College d'Oxford et à l'Institut de recherche en économie agricole (AERI) de 1929 à 1932.

## Carrière
Il devient chercheur à l'AERI, poste qu'il occupe jusqu'en 1944. En 1937, cependant, il est nommé membre et économe du Lincoln College d'Oxford. Il est nommé représentant de l'université au conseil municipal d'Oxford. À la mort de J.A.R. Munro en 1944, il est élu principal du collège, poste qu'il occupe jusqu'à sa retraite en 1953. Il devient le premier principal depuis Nathaniel Crew à ne pas mourir en fonction.
À sa retraite, Rab Butler, alors chancelier de l'Échiquier, le nomme président du comité des subventions universitaires, poste qu'il occupe pendant une décennie.
En 1957, Robert Menzies, le Premier ministre australien, lui demande de siéger au Comité des universités australiennes. Il est nommé chevalier commandeur de l'ordre du Bain (KCB) lors des honneurs du Nouvel An 1963. Il est vice-président du Wellington College (1966-1969), président honoraire de l'Union nationale des étudiants (1967-1970).
Il est président de la commission d'enquête sur la gouvernance de l'université de Londres (1970-1972) qui produit le rapport Murray. Cela conduit à la fusion de plusieurs collèges constitutifs de l'université, tels que le Royal Holloway College et le Bedford College sous la direction de leurs principaux, Roy Miller (en) et Dorothy Wedderburn.
Il est chancelier de l'université de Southampton de 1964 à 1974 et président de la Commission royale pour l'exposition de 1851 (1962-1971).
Il est membre honoraire du Downing College de Cambridge, de l'Oriel College d'Oxford, du Birkbeck College de Londres et du Lincoln College d'Oxford. Le 17 septembre 1964, il est créé pair à vie en tant que baron Murray de Newhaven, de Newhaven dans le comté et la ville d'Édimbourg.
Il meurt le 10 octobre 1993 et est inhumé dans le caveau familial du cimetière de Warriston, au nord d'Édimbourg.